# Flamstead
Flamstead è un paese della contea dell'Hertfordshire, in Inghilterra.